# Hitlers Tischgespräche

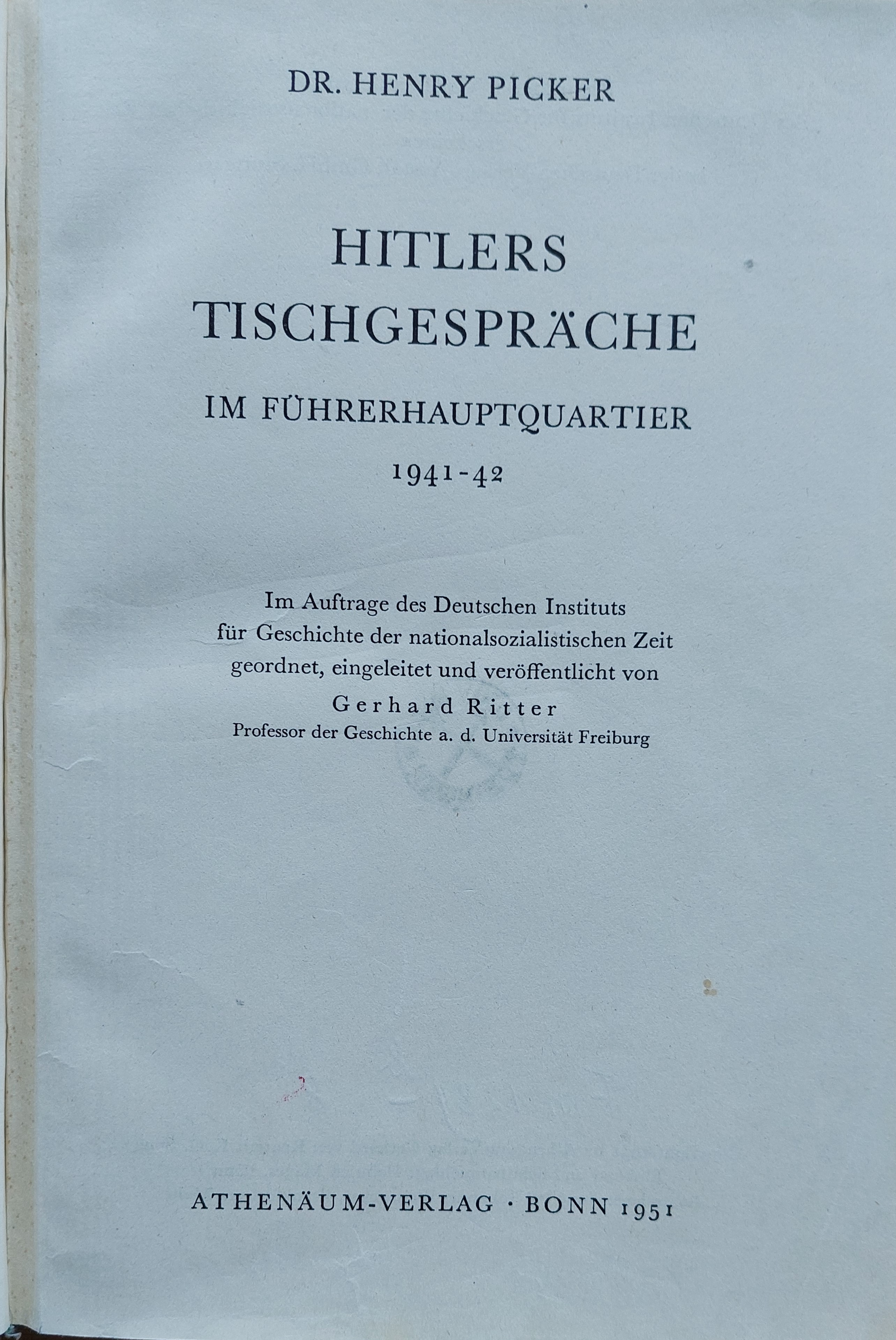
Hitlers Tischgespräche (1951)

Hitlers Tischgespräche bezeichnet den Titel für eine Reihe von Monologen Adolf Hitlers aus dem Zweiten Weltkrieg, die zwischen 1941 und 1944 niedergeschrieben wurden. Hitlers Äußerungen wurden von Heinrich Heim, Henry Picker, Hans Müller und Martin Bormann aufgezeichnet und später von verschiedenen Herausgebern unter unterschiedlichen Titeln in vier Sprachen veröffentlicht. In den Tischgesprächen redet Hitler über eine Vielzahl von Themen, darunter über Politik und den anhaltenden Krieg, aber auch über seine Einstellungen zu Religion, Kultur, Philosophie und seinen Bestrebungen und Gefühlen gegenüber Feinden und Freunden. Obwohl die Tischgespräche im Allgemeinen als authentisch anerkannt werden, gibt es nach wie vor strittige Fragen zu bestimmten Aspekten der veröffentlichten Werke, darunter inwieweit Hitlers Gedanken von den Aufzeichnern verfälscht wiedergegeben wurden.

## Entstehung

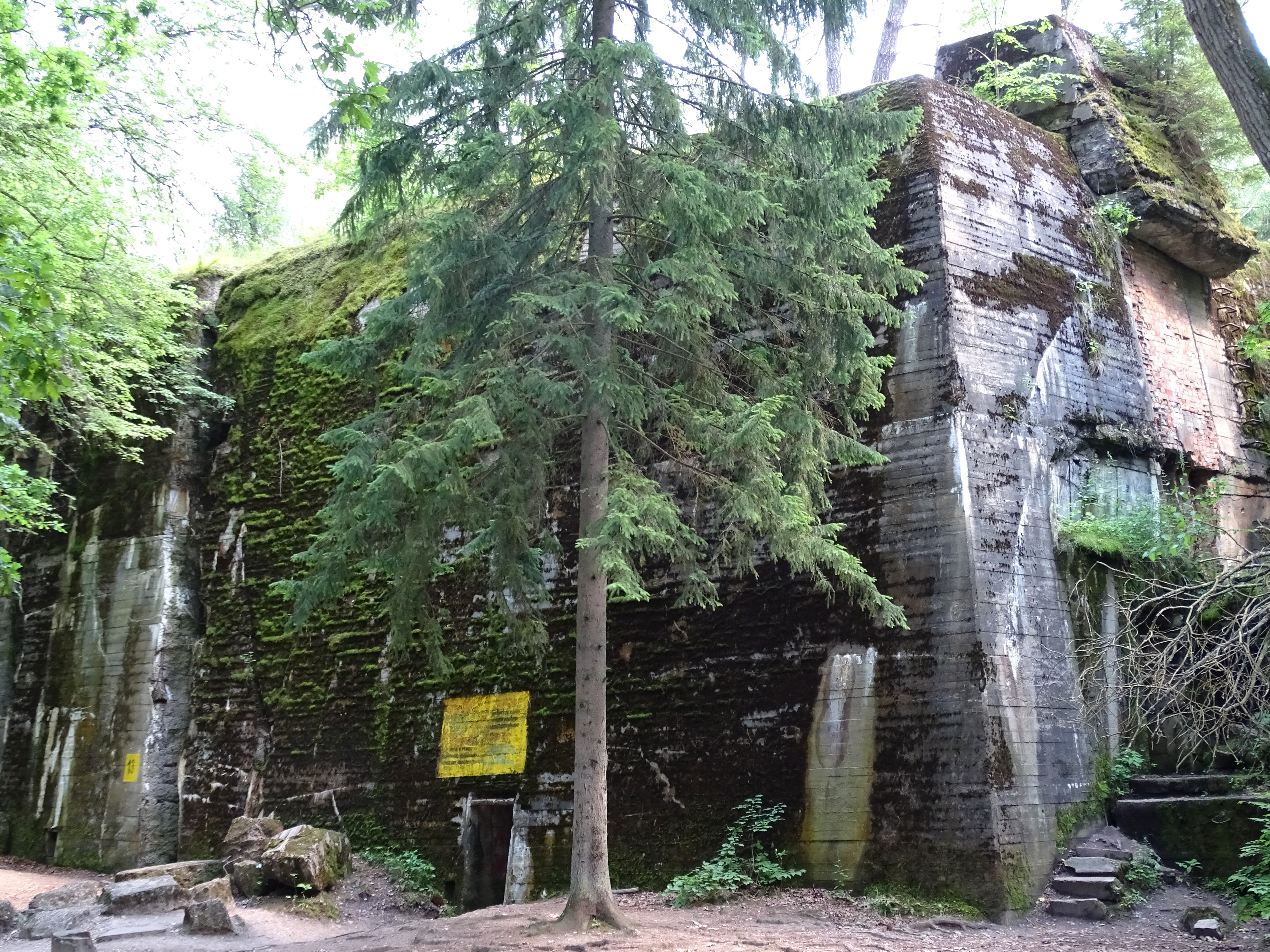
Zahlreiche seiner Bemerkungen in den Tischgesprächen machte Hitler in der Wolfsschanze

Die Tischgespräche Adolf Hitlers sind Aufzeichnungen informeller Äußerungen, die er während der Mahlzeiten und nächtlichen Teestunden in seinen militärischen Hauptquartieren, insbesondere der Wolfsschanze in Ostpreußen und Werwolf in der Ukraine, tätigte. Diese Gespräche wurden hauptsächlich zwischen Sommer 1941 und Frühherbst 1942 von Heinrich Heim und Henry Picker, Assistenten von Reichsleiter Martin Bormann, festgehalten. Weitere Notizen stammen von Hans Müller und Bormann selbst aus den Jahren 1943 bis Winter 1944. Die Idee, die Äußerungen von Hitler aufzuzeichnen und zu sammeln, um sie der Nachwelt zu hinterlassen, ging ursprünglich auf Bormann zurück. Die Tischgespräche beruhen nicht auf direkten stenografischen Aufzeichnungen Hitlers, sondern auf dem, was die Zuhörer aus ihrem Gedächtnis und Notizen sinngemäß rekonstruieren konnten. Von den Aufzeichnungen soll Hitler gewusst haben, auch wenn Heim später das Gegenteil behauptete.

## Veröffentlichungsgeschichte
Hitlers Tischgespräche wurden 1951 erstmals von Henry Picker in Zusammenarbeit mit dem Institut für Zeitgeschichte (IfZ) in München veröffentlicht, beruhend auf seinen eigenen Notizen, wobei der Historiker Gerhard Ritter als Herausgeber fungierte und die Einleitung verfasste. Bald darauf brachte der Schweizer NS-Anhänger François Genoud eine französischsprachige Version der Tischgespräche unter dem Titel Libre propos sur la guerre et la paix in zwei Bänden heraus, die 1952 und 1954 veröffentlicht wurden, wobei diese auf den Notizen von Bormann und Müller beruhten. 1952 begann vor dem Düsseldorfer Landgericht ein Rechtsstreit zwischen dem Pariser Verlag Flammarion und dem Athenäum-Verlag in Bad Godesberg, wer die rechtmäßigen Erben der von Heim und Picker aufgezeichneten Tischgespräche seien.
Eine englische Version erschien 1953 unter dem Titel Hitler’s Table Talk 1941–1944, welche auf Genouds französischer Version beruhte und ein Vorwort von Hugh Trevor-Roper enthielt. Im selben Jahr wurde das Buch auch in den Vereinigten Staaten unter dem Titel Hitler’s Secret Conversations 1941–1944 veröffentlicht. 1954 wurde auch eine Version in italienischer Sprache herausgebracht.
In deutscher Sprache wurden die Tischgespräche noch mehrmals neu aufgelegt. So wurden die auf Pickers Notizen beruhenden Gespräche 1963, 1976 und 1983 mit Ergänzungen und Neuerungen neu veröffentlicht. 1980 erschien Monologe im Führer-Hauptquartier 1941–1944, welche sich auf die Notizen von Bormann, Müller und Heim stützen, aufgrund des Rechtsstreits zwischen Picker und Genoud jedoch keine von Picker erhielt. Die Monologe wurden von Werner Jochmann herausgegeben.

## Inhalt
Hitler äußert sich in den Tischgesprächen in Form langer und ausschweifender Monologe zu vielfältigen Themen, die er gegenüber seinen engsten Mitarbeitern ständig wiederholte. Dazu zählen neben zahlreichen Äußerungen zur Kultur-, Wirtschafts-, Militär- und Außenpolitik auch Überlieferungen aus seiner privaten Biografie, wobei u. a. seine große Zuneigung zur Stadt Linz zum Ausdruck kommt. Seine Tischgespräche verbinden häufig lange geschichtsphilosophische Monologe mit der aktuellen Lage auf dem Schlachtfeld und seinen Plänen zur Vernichtung des Bolschewismus und der Errichtung einer neuen Ordnung in Europa unter der Vorherrschaft eines Großgermanischen Reiches, verbunden mit der Kolonisierung von Lebensraum im Osten. Hitler äußert dazu auch seine sozialdarwinistischen Ansichten, wobei er die Naturgesetze mit dem Willen Gottes gleichsetzt. Aus seinen Monologen geht eine eindeutige Ablehnung des Christentums und eine antiklerikale Einstellungen Hitlers hervor, die er in der vorhandenen Schärfe nicht öffentlich äußerte. Für die Nachkriegszeit nahm Hitler eine Verschärfung der NS-Kirchenpolitik vorweg, um die verbliebene Macht der Kirche über das geistige Leben der Deutschen zu brechen.

## Rezeption und Quellenkritik
Die Tischgespräche wurden von zahlreichen Historikern als authentische Überlieferung der Ansichten Hitlers akzeptiert. So zitieren Hitler-Biografien wie Ian Kershaw, Wolfram Pyta und Volker Ullrich aus den Tischgesprächen. Timothy Snyder nahm auf diese sogar mit der Bemerkung „Hitler schrieb“ Bezug, obwohl die Tischgespräche keine Texte von Hitler selbst darstellen. 2019 veröffentlichte der Historiker Mikael Nilsson einen Artikel in der Vierteljahrsheften für Zeitgeschichte, in dem er die Tischgespräche einer Quellenkritik unterzog. Hierbei fand er zahlreiche Hinweise, die darauf hindeuten, dass der Text editiert wurde und keinen Originalton darstellte. Nach Nilssons Ansicht waren die Texte wahrscheinlich von Martin Bormann als eine Art nationalsozialistische „Bibel“ gedacht, die innerparteiliche ideologische Grabenkämpfe entscheiden und der Nachwelt ein Dokument hinterlassen sollte, in dem der „Philosophenkönig“ Hitler seine Ansichten übermittelt. Bormann nahm deshalb womöglich auf den finalen Text Einfluss, dessen Konstruktion anhand von Originalmanuskripten nicht mehr überprüft werden kann. Es sind einige Ungereimtheiten im Text zu finden, so nahm Hitler den Tischgesprächen zufolge noch am 29. Mai 1942 auf den Madagaskarplan Bezug, obwohl die Wannseekonferenz über die „Endlösung der Judenfrage“ bereits im Januar 1942 stattgefunden hatte. Auch soll Hitler die Kriegserklärung Japans an die USA aufgrund der damit verbundenen Verdrängung der „weißen Rasse“ aus Asien bedauert haben, was womöglich aus propagandistischen Zwecken eingebaut wurde.
Ein weiteres Problem der Quelle ist die Nähe der Autoren zu Hitler, die allesamt zu seinem engsten Kreis gehörten. So blieb Heinrich Heim ein Anhänger von Hitler und sprach ihn von jeglicher Schuld am Holocaust frei. Da die Tischgespräche Hitlers Mittäterschaft am Holocaust weitgehend ausblenden, bezeichnete die Autorin Hannah Arendt sie bereits kurz nach ihrer ersten Veröffentlichung in Der Monat als „Propaganda für Hitler“. Darauf antwortete Gerhard Ritter, der als Herausgeber der Tischgespräche von 1951 fungiert hatte, dass „Arendt sich darüber aufregt, dass ich nicht ausführlich über Gasöfen und Judenvernichtung gesprochen habe. Ich habe Verständnis dafür, dass gerade sie kein Hitlerbuch ertragen kann, das diese Dinge nicht ausführlich behandelt.“